# Jean-François Fornier de Clauselles
Jean-François Gaspard Fornier de Clauselles est un homme politique français du début du XIXe siècle.

## Biographie
Membre de la famille ariégeoise Fornier de Clauselles, Jean-François Fornier de Clauselles nait le 5 janvier 1763 à Ax-les-Thermes, dans le département français de l'Ariège. Fils aîné de Joseph-Basile Fornier de Clauselles (1709 - ?), seigneur d'Artigues et de Marie-Anne de Bourges, il participe comme représentant de la noblesse aux Etats Généraux de Pamiers de 1789[réf. nécessaire].
Il entame une carrière politique en devenant maire de sa ville natale entre 1800 et 1813, sous le Premier Empire. Il devient ensuite maire de Foix en 1815, ainsi que conseiller général de l'Ariège. Cette même année, il est élu député français et siège dans la majorité de la Chambre introuvable, poste qu'il occupera jusqu'en 1821. Il est le cousin de Jean-Pierre Fornier de Savignac, qui siège en même temps que lui dans la Chambre introuvable.
Chevalier de la Légion d'honneur, il reçoit le 15 avril 1829, par lettres patentes, le titre héréditaire de vicomte.
Jean-François Fornier de Clauselles meurt finalement le 18 avril 1843 à Toulouse (Haute-Garonne). Son fils unique, Gaspard, propriétaire du château de Bagens, n'a que deux filles et la famille Fornier de Clauselles s'éteint avec lui.

## Sources
- « Jean-François Fornier de Clauselles », dans Adolphe Robert et Gaston Cougny, Dictionnaire des parlementaires français, Edgar Bourloton, 1889-1891 [détail de l’édition]
- Gustave Chaix d'Est-Ange, Dictionnaires des familles françaises anciennes ou notables à la fin du XIXe siècle (édition de 1927, lire en ligne).